# Colli Etruschi Viterbesi Procanico
Il Colli Etruschi Viterbesi Procanico è un vino DOC la cui produzione è consentita nella provincia di Viterbo.

## Caratteristiche organolettiche
- colore: giallo paglierino chiaro
- odore: caratteristico, delicato, gradevole
- sapore: secco, fresco, equilibrato

## Produzione
Provincia, stagione, volume in ettolitri
- nessun dato disponibile